# Кронгауз Максим Онисимович
Максим Онисимович Кронгауз (рос. Максим Анисимович Кронгауз; нар. 11 березня 1958 Москва) — радянський і російський лінгвіст. Син радянського поета Онисима Максимовича Кронгауза (1920—1988).

## Життєпис

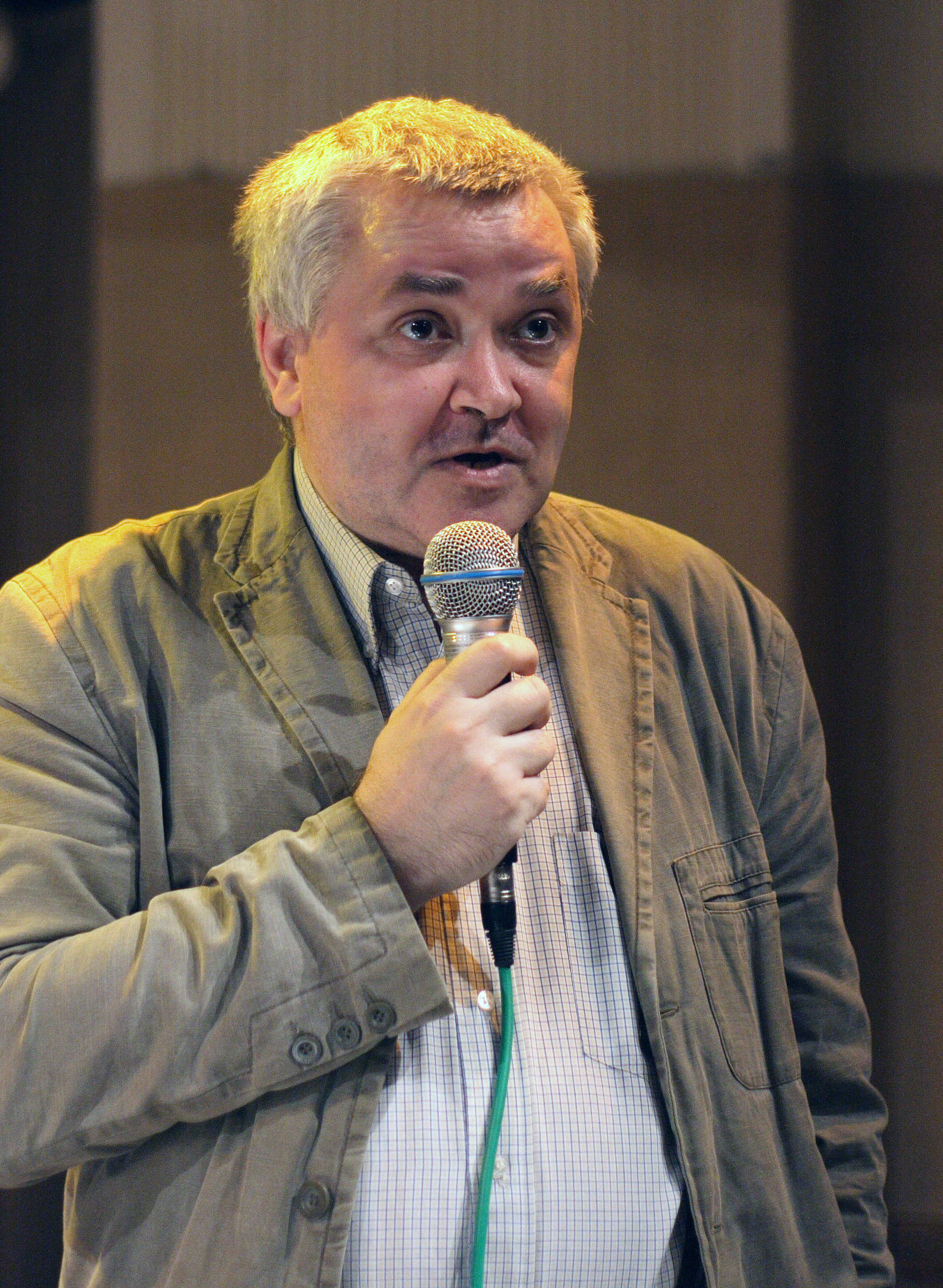
Максим Кронгауз виступає на Форумі видавців у Львові (11 вересня 2009)

Закінчив філологічний факультет Московського державного університету. У 1984—1989 роках працював науковим редактором у видавництві «Радянська енциклопедія». Професор, доктор філологічних наук, завідувач кафедри російської мови, в 2000—2013 роках директор Інституту лінгвістики Російського державного гуманітарного університету. З 2013 року керівник Центру соціолінгвістики Школи актуальних гуманітарних досліджень РАНХіГС. З 2015 року завідувач науково-навчальної лабораторії лінгвістичної конфліктології і сучасних комунікативних практик ВШЕ.

## Сім'я
Дружина: Марія Бурас, діти:
- Анна Кронгауз
- Катерина Кронгауз (нар. 1984) — журналіст, колишній головний редактор сайту «Велике Місто» (2011—2013), дружина видавця Іллі Красильщика.

## Книги
- Крейдлин Г. Е., Кронгауз М. А. Грусть, или Азбука общения.- Московский институт развития образовательных систем, 1997.— 272 с.— 7000 экз. — ISBN 5-7084-0142-7. (+ 2 переиздания)
- «Приставки и глаголы в русском языке: Семантическая грамматика» (1998),
- Кронгауз М. А. Семантика.— РГГУ, 2001.— 400 С.-4000 экз. — ISBN 5-7281-0344-8.
- «Семантика. Учебник для студентов лингвистических факультетов высших учебных заведений» (2005),
- Кронгауз М. А. Русский язык на грани нервного срыва.- Языки славянских культур, 2008— — 320 с.— 5200 экз. — ISBN 5-9551-0176-4.
- Кронгауз М. А. Русский язык на грани нервного срыва. 3D (+ CD-ROM). Астрель, Corpus, 2011.— 480 с.— 15 000 экз. — ISBN 978-5-271-37661-0, 978-5-17-080038-4.
- Кронгауз М. А. Самоучитель Олбанского. — М.: АСТ, 2013.— 416 с.-5000 экз. — ISBN 978-5-17-077807-2.
- Кронгауз М. А. Слово за слово. О языке и не только.- Издательский дом «Дело» РАНХиГС, 2015.— 480 с.— 1000 экз. — ISBN 978-5-7749-0964-3.
- Словарь языка интернета.ru / под ред. М. А. Кронгауза.- М.: АСТ-Пресс Книга, 2016—288 с. — 3000 экз. — ISBN 978-5-462-01853-4.